# La Conya
La Conya és un element festiu de la cultura popular de Granollers creat per Ramon Aumedes al Taller Sarandaca l'any 2023 per iniciativa de la colla dels Blaus de Granollers. El seu significat és el de transmetre l’essència de la colla dels Blaus, com la gresca, la farra, i la conya. La seva forma de genitals femenins, està pensada com a símbol de la figura que pareix la festa, i el seu estil visual és alegre i jocós. A més, l'element té diversos suports per col·locar-hi sortidors de foc i espurnes. Fou construïda amb fibra de vidre, roba i alumini, amb unes mides de 154 centímetres de llargada, 95 centímetres d'amplada i 235 centímetres d'alçada.
L'any 2023, nasqué una nova colla dins dels Blaus de Granollers anomenada "La Conya", la qual volia introduir un nou i significatiu element festiu. Aquesta nova escultura havia de combinar la forma d’una vagina i una flor com a símbol de l'essència i valors de la colla: la feminitat, el feminisme, el poder i la presència femenina, així com l’humor i la gràcia de la colla dels Blaus. A més, la seva forma de vagina, també té l’objectiu de normalitzar i desestigmatitzar aquesta imatge, enfrontant-se al tabú històric que ha envoltat les vagines al món, i lluitant contra la seva repressió i censura, un desafiament a les estructures patriarcals i la promoció d'una cultura de respecte i inclusió.
La figura de La Conya fou presentada l'agost de 2023 a la Plaça de Josep Barangé o coneguda també com la Plaça del Cony a Granollers. L'any següent el 2024, es presentà el Conte de La Conya, en el qual s'explica l'origen de l'element de la festa major.